# Квартали (альманах)
«Квартали» — альманах харківської письменницької групи «Урбіно», перший випуск якого був виданий у 1924 році. Був короткочасно відроджений у 2012—2015 роках Харківською обласною організацією НСПУ.
До першого випуску альманаху ввійшли твори видатних письменників доби Розстріляного Відродження: Миколи Хвильового, Івана Дніпровського, Василя Вражливого, Аркадія Любченка, Володимира Сосюри, Майка Йогансена, Валер'яна Поліщука, Михайла Доленґа, Павла Тичини.

## Випуски
- Квартали: Альманах перший. — Харків : Червоний шлях, 1924. – 179 с.
- Квартали: Альманах Харківської обласної організації Національної спілки письменників України. — № 1. — 2012. — 288 с. ISBN 978-966-372-501-3.
- Квартали: Альманах Харківської обласної організації Національної спілки письменників України. — № 2. — 2013. — 304 с. ISBN 978-966-372-501-8.
- Квартали: Альманах Харківської обласної організації Національної спілки письменників України. — № 3. — 2015.